# Aphelinidae
Gli Afelinidi (Aphelinidae Thomson, 1876) costituiscono una famiglia di insetti (Hymenoptera Chalcidoidea) comprendente anche specie di largo impiego nella lotta biologica.

## Generalità
Gli Afelinidi sono una famiglia che presenta al suo interno una sostanziale omogeneità biologica e morfologica. Si tratta tuttavia di insetti di difficile determinazione in quanto possono confondersi con gli Encirtidi e con gli Eulofidi. L'esame morfologico inoltre è difficile per le piccole dimensioni e perché gli esemplari raccolti raggrinziscono con l'essiccamento e si conservano con difficoltà.
La famiglia degli Afelinidi è di grande importanza nell'ambito della lotta biologica. A titolo d'esempio, appartiene a questa famiglia l'Encarsia formosa, largamente impiegata nel mondo per il controllo biologico del Trialeurodes vaporariorum nelle serre. Fanno parte di questa famiglia anche alcune specie che rappresentano delle pietre miliari nella storia della lotta biologica agli inizi del XX secolo: la Prospaltella berlesei, introdotta e acclimatata da Antonio Berlese (1906) contro la Pseudaulacaspis pentagona, e l'Aphelinus mali, introdotto e acclimatato da Giacomo del Guercio (1923) contro l'Eryosoma lanigerum.

## Descrizione
Gli Afelinidi hanno un corpo di piccole dimensioni, dell'ordine di 1 mm di lunghezza (0,5-1,5 mm), di colore quasi mai metallico. Il capo porta antenne di 5-8 articoli, senza anelli, raramente con 9 articoli.
Il torace mostra notauli ben delineati, profondi e diritti. Le zampe hanno in genere tarsi di cinque articoli, meno frequentemente con 4 tarsomeri. Le ali hanno una vena marginale lunga quanto quella submarginale. La vena postmarginale è ridottissima o del tutto assente, quella stigmale piuttosto corta.
L'addome è sessile, con gastro connesso al propodeo attraverso una base larga. I cercoidi sono disposti all'apice del gastro. La terebra può avere vario sviluppo, talvolta nettamente sporgente da sotto l'addome.

## Biologia
In generale gli Afelinidi sono parassitoidi ectofagi o endofagi a spese di stadi preimmaginali di Rincoti Omotteri (soprattutto cocciniglie) o iperparassiti a spese di altri Calcidoidi parassitoidi di Rincoti (per lo più Encirtidi, Eulofidi, Afelinidi). Fra le specie iperparassite in questa famiglia è frequente il fenomeno singolare dell'autoparassitismo. In alternativa si comportano come endoparassiti oofagi a spese di uova di Lepidotteri, Rincoti, Ortotteri. Piuttosto rare sono le specie associate a stadi preimmaginali di altri ordini di insetti.
La biologia degli Afelinidi è in realtà piuttosto complessa e caratterizzata da comportamenti singolari. Un aspetto importante è la notevole specializzazione trofica all'interno di questa famiglia e la frequenza del dimorfismo sessuale nel rapporto di parassitismo, spesso correlato anche ad un dimorfismo morfologico allo stadio di larva di I età.
Sono state proposte alcune classificazioni schematiche del comportamento biologico degli Afelinidi che presentano un dimorfismo sessuale in fase di sviluppo postembrionale. Quella classica citata nella letteratura risale a ricerche pubblicate fra il 1959 e il 1967 da S.E. Flanders, G. Zinna e C. Ferrière. La terminologia fa riferimento a quella citata da Gennaro Viggiani, che nel corso dell'ultimo trentennio ha contribuito largamente allo studio di questa famiglia.
- Arrenoparassitismo primario ditrofico: le femmine sono endoparassite primarie, i maschi ectoparassiti primari. Entrambi i sessi attaccano stadi preimmaginali di Rincoti.
- Arrenoparassitismo primario eterotrofico: le femmine sono associate a stadi preimmaginali di Rincoti, i maschi sono invece parassiti oofagi di Lepidotteri.
- Arrenoparassitismo secondario autotrofico: i maschi sono iperparassiti obbligati a spese di larve del sesso femminile della propria specie (autoparassitismo obbligato).
- Arrenoparassitismo secondario eterotrofico: i maschi sono iperparassiti e possono svilupparsi indifferentemente a spese di larve del sesso femminile della propria specie oppure di larve di entrambi i sessi di specie differenti (autoparassitismo facoltativo).
- Arrenoparassitismo secondario eterotrofico obbligato: i maschi sono iperparassiti e si sviluppano esclusivamente a spese di parassitoidi di specie diversa (assenza di autoparassitismo).

Una seconda classificazione, proposta da G. H. Walter (1983), si presenta più schematica in quanto raggruppa i casi di iperparassitismo maschile come sottocategorie di una generale (iperparassitismo eteronomo), tuttavia riprende nel complesso lo schema di Flanders e altri.

## Sistematica
La sistematica interna di questa famiglia è oggetto di continue e controverse revisioni. Malgrado l'omogeneità morfologia ed etologica molti autori nutrono dubbi sull'esatta collocazione sistematica di diverse specie all'interno dei generi o anche all'interno della famiglia. A titolo orientativo la famiglia comprenderebbe oltre un migliaio di specie ripartite in oltre 30 generi che fanno capo a 7 sottofamiglie.